# Hans Cavalli-Björkman
Hans Cavalli-Björkman, född 29 juni 1928 i Jönköping, död 18 augusti 2020 i Malmö, var en svensk bankman.
Cavalli-Björkman blev juris kandidat vid Lunds universitet 1952 och genomförde tingstjänstgöring 1953–1956. Han inträdde i Hovrätten över Skåne och Blekinge 1956, där han blev fiskal 1957. Samma år blev han bankjurist i Skandinaviska Banken i Malmö, biträdande direktör där 1960, direktör 1962, vice verkställande direktör 1964 och verkställande direktör 1967. Han medverkade i fusionen med Enskilda Banken 1971 då Skandinaviska Enskilda Banken bildades. Därefter arbetade han under många år nära Marcus Wallenberg och var koncernchef i SEB 1987–1989. Han var ordförande i Malmö FF 1975–1998.
Han var från 1985 gift med kuratorn, före detta kommunalrådet för Folkpartiet i Täby, innehavaren av Galleri Svanlund i Malmö Gunnel Cavalli-Björkman (f. Eklöf). En brorsdotter till honom är museichefen Åsa Cavalli-Björkman.

## Utmärkelser, ledamotskap m.m.
- Ledamot av Vetenskapssocieteten i Lund (LVSL, 1983)